# Давидов Владлен Семенович
Владлен Семенович Давидов (нар. 16 січня 1924, Москва, Російська РФСР, СРСР — пом. 30 червня 2012, Москва, Росія) — радянський і російський артист театру і кіно. Народний артист РРФСР (1969). Лауреат двох Сталінських премій (1950, 1951) і Державної премії РФ. Член ВКП (б) з 1950 року. Академік Національної академії кінематографічних мистецтв.

## Біографія
Владлен Семенович Давидов народився 16 січня 1924 року в Москві. У 1943 році вступив у щойно створену школу-студію МХАТ (курс Йосипа Раєвського), яку закінчив в 1947 році; того ж року був прийнятий в трупу Художнього театру. На сцені МХАТу дебютував у 1948 році в ролі Квітня у виставі «Дванадцять місяців» за казкою Самуїла Маршака.
З Художнім театром була пов'язана вся творча біографія Владлена Давидова; на цій сцені він зіграв десятки ролей класичного і сучасного репертуару; після розколу МХАТу в 1987 році став актором МХТ ім. Чехова. У 1986—2001 роках одночасно був директором музею МХАТу.
У кіно Владлен Давидов дебютував у 1949 році в ролі майора Кузьміна у фільмі Григорія Александрова «Зустріч на Ельбі». Особливо запам'ятався як виконавець ролі Костянтина Рокоссовського в кіноепопеї Юрія Озерова «Звільнення» .
Владлен Давидов помер 30 червня 2012 року. Похований в Москві на Ваганьковському кладовищі.

## Родина
- Мати — Серафима Лоліївна Давидова (1898—1941).
- дружина — Маргарита Вікторівна Анастасьєва, заслужена артистка РРФСР (1967), актриса МХАТу, авторка книги «Століття любові і печалі».
- син — Андрій Владленович Давидов (нар. 2 липня 1951[2]), заслужений артист Росії (2002), актор МХАТу.
- внуки — Любов і Фелікс.

## Творчість

### Театральні роботи
- 1948 — «Дванадцять місяців» С. Я. Маршака ; постановка В. Я. Станіцина і М. М. Горчакова — квітень
- 1950 — «Друга любов» Є. Ю. Мальцева і Н. О. Венкстер ; постановка В. Я. Станіцина — Родіон Терентійович Васильцов
- 1953 — «Домбі і син» Ч. Діккенса ; постановка В. Я. Станіцина — Керкер (введення)
- 1956 — «Ідеальний чоловік» О. Вайлда ; постановка В. Я. Станіцина — Лорд Горінг (введення)
- 1960 — «Ляльковий дім» Г. Ібсена ; постановка М. М. Тарханова — Крогстед
- 1961 — «На дні» М. Горького — Барон
- 1966 — «Брати Карамазови» Ф. М. Достоєвського; постановка Б. М. Ліванова — Іван Федорович Карамазов (введення)
- 1968 — «Дні Турбіних» М. О. Булгакова — полковник Володимир Робертович Тальберг
- 1968 — " Три сестри " А. П. Чехова ; постановка В. І. Немирович-Данченко — Федір Ілліч Кулигін
- 1969 — «Чайка» А. П. Чехова; постановка Б. М. Ліванова — Євген Сергійович Дорн
- 1972 — «Вороги» О. М. Горького; постановка В. Немировича-Данченка і М. Кедрова — Микола Скроботов
- 1972 — «Сталевари» Г. К. Бокарева ; постановка О. М. Єфремова — сталевар Сартаков
- 1979 — «Дачники» О. М. Горького — Двокрапка Семен Семенович
- 1980 — «Чайка» А. П. Чехова; постановка О. М. Єфремова — Сорін
- 1983 — «Амадей» П. Шеффера; постановка М. Г. Розовського — Йосип II
- 1987 — «Іванов» А. П. Чехова ; постановка О. М. Єфремова — Павло Кирилович Лебедєв
- 1988 — «Дядя Ваня» А. П. Чехова; постановка О. М. Єфремова — Олександр Володимирович Серебряков
- 1993 — «Чайка» А. П. Чехова; постановка О. М. Єфремова (відновлення) — Євген Сергійович Дорн
- 1997 — «Три сестри» А. П. Чехова; постановка О. М. Єфремова — Ферапонт

### Фільмографія
- 1944 — Іван Грозний —  опричник
- 1949 — Зустріч на Ельбі —  майор (пізніше полковник) Микита Кузьмін, радянський військовий комендант
- 1949 — Кубанські козаки —  коняр Микола Матвійович Ковильов
- 1953 — Застава в горах —  старший лейтенант Сергій Лунін, заступник начальника прикордонної застави
- 1959 — Ходіння по муках (Ч. 1: Сестри) —  поет-декадент Олексій Олексійович Безсонов
- 1959 — Аеродром не приймає —  Андрій Кулигін
- 1961 — Людина-амфібія —  журналіст Ольсен
- 1963 — Тепер нехай іде —  сер Едмунд Кендл
- 1965 — Надзвичайне доручення —  лідер крайкому більшовиків
- 1966 — Постріл —  полковник
- 1967 — За нами Москва —  командарм
- 1969 — Звільнення —  Костянтин Костянтинович Рокоссовський
- 1972 — Зірка в ночі —  Стасов
- 1972 — Тютюновий капітан —  Петро I
- 1973 — Сімнадцять миттєвостей весни —  співробітник Даллеса
- 1975 — Здобудеш у бою —  Прокоф'єв
- 1977 — Діалог —  редактор журналу
- 1977 — Солдати свободи —  Костянтин Костянтинович Рокоссовський
- 1980 — Червоні погони —  генерал-майор Степан Тимофійович Пашков
- 1980 — Сицилійський захист —  генерал міліції Андрій Миколайович Панкратов
- 1981 — Здоровань —  князь
- 1983 — Пробудження —  губернатор
- 1984 — ТАРС уповноважений заявити —  Єрьомін, представник МЗС СРСР
- 1987 — Цей фантастичний світ (вип. 12) —  адвокат
- 1993 — Вишневий сад —  Леонід Андрійович Гаєв
- 1993 — Трагедія століття —  Костянтин Костянтинович Рокоссовський
- 1995 — Великий полководець Георгій Жуков
- 1998 — Чехов і Ко —  «благородний панотець»
- 2000 — Заздрість богів —  Володимир Никифорович, батько Соні
- 2000 — Таємниці палацових переворотів. Заповіт імператора —  Дмитро Михайлович Голіцин
- 2003 — Таємниці палацових переворотів. Вторая невеста императора —  Дмитро Михайлович Голіцин
- 2003 — Таємниці палацових переворотів. Смерть юного імператора —  Дмитро Михайлович Голіцин
- 2004 — Червона площа
- 2011 — Стомлені сонцем 2: Цитадель —  Всеволод Костянтинович

## Інтерв'ю та документальні записи
- Історичні хроніки . 1963: Інокентій Смоктуновський.

## Нагороди і премії
- Сталінська премія першого ступеня (1950) — за виконання ролі майора Микити Кузьміна у фільмі «Зустріч на Ельбі» (1949)
- Сталінська премія другого ступеня (1951) — за виконання ролі Родіона Терентійовича Васильцова у виставі «Друга любов» Є. Ю. Мальцева і Н. О. Венкстер
- Державна премія Російської Федерації (1997)[3] — за пропаганду і розвиток творчих ідей К. С. Станіславського і Вол. І. Немировича-Данченка
- орден «Знак Пошани» (1950)
- орден Дружби народів (1984)
- орден Пошани (1998)[4]
- орден «За заслуги перед Вітчизною» IV ступеня (2004)[5]
- Подяка Президента Російської Федерації (2009) — за великий внесок у розвиток вітчизняної культури і багаторічну творчу діяльність[6]
- заслужений артист РРФСР (1959)
- народний артист РРФСР (1969)